# Nové Losiny (przystanek kolejowy)
zawartość artykułu stanowi przy tym w znacznej części wątpliwy co do informacyjnej produktywności, zwodniczy opis tego czego na przystanku nie ma, nie wspominając co tam w praktyce właściwie encyklopedycznie istotnego jest/było

Nové Losiny – przystanek kolejowy w Nové Losiny, w kraju ołomunieckim, w Czechach Znajduje się na wysokości 505 m n.p.m.
Na przystanku nie ma możliwości zakupu biletów, a obsługa podróżnych odbywa się w pociągu. 

## Linie kolejowe
- 292 Šumperk - Krnov